# Salix fraserii
Salix fraserii är en videväxtart som beskrevs av George Claridge Druce. Salix fraserii ingår i släktet viden, och familjen videväxter. Inga underarter finns listade i Catalogue of Life.